# Military Assistance Command, Vietnam

Schulterabzeichen des MACV

Das United States Military Assistance Command, Vietnam (MACV) war das militärische Oberkommando der US-Streitkräfte in Saigon, Südvietnam, während des Vietnamkrieges. Wegen der vielen Hauptquartiere verschiedener Einheiten auf der Tan Son Nhut Air Base nahe Saigon wurde das MACV auch als das Östliche Pentagon bezeichnet.

## Geschichte
Ab 1957 waren US Special Forces in Vietnam aktiv.
Das MACV wurde am 8. Februar 1962 aufgrund der ansteigenden militärischen Hilfe der USA für die südvietnamesische Armee geschaffen. Zu Beginn wurde das Kommando der Military Assistance Advisory Group, Vietnam (MAAG, dt. etwa militärische Unterstützungs- und Beratergruppe) umgegliedert, die bis dahin alle Beratertätigkeiten in Vietnam geführt hatte. Am 15. Mai 1964 wurde das MACV jedoch reorganisiert und infolgedessen wurde auch die MAAG integriert, da sie zu klein war, um die steigende Anzahl von US-Truppen zu führen.
Der erste Befehlshaber Paul D. Harkins, der zuvor auch die MAAG geführt hatte, wurde nach der Reorganisation im Juni 1964 von General William Westmoreland abgelöst. Danach übernahm General Creighton Abrams im Juli 1968 das Kommando, um dies im Juni 1972 wieder an General Frederick C. Weyand abzugeben. Am 29. März 1973 wurde das MACV aufgelöst.

## Gliederung
Das MACV setzte sich aus folgenden Komponenten zusammen (inkl. Dopplungen, da über den gesamten Kriegszeitraum betrachtet):
- United States Army Vietnam (USARV)
  - 1st Logistics Command
  - 1st Aviation Brigade
  - 18th Military Police Brigade
  - 34. Hauptunterstützungsgruppe
  - 44. Sanitätsbrigade
  - 525. Gruppe des militärischen Geheimdienstes
  - US Army Security Agency Group
  - US Army Engineer Command (provisorisch)
  - US Army Headquarters Area Command (USAHAC)
- Naval Forces Vietnam (NAVFORV)
- Seventh Air Force (7AF)
- III. Marine Amphibious Force (III MAF)
  - 1st Marine Division
  - 3rd Marine Division
  - 3rd Marine Amphibious Brigade
  - 1st Marine Aircraft Wing
- I. Field Force, Vietnam (I FFV)
  - 1st Cavalry Division
  - 4th Infantry Division
  - 3rd Brigade, 25. US-Infanteriedivision
  - 1st Brigade, 101. US-Luftlandedivision
  - 173. US-Luftlandebrigade
- II. Field Force, Vietnam (II FFV)
  - 1st Infantry Division
  - 9th Infantry Division
  - 25. US-Infanteriedivision
  - 101. US-Luftlandedivision
  - 1. US-Kavalleriedivision
  - 3. Brigade, 82. US-Luftlandedivision
  - 3. Brigade, 4. US-Infanteriedivision
  - 173. US-Luftlandebrigade (173rd Airborne Brigade)
  - 196. leichte US-Infanteriebrigade
  - 199. leichte US-Infanteriebrigade
  - 11. US-gepanzertes Kavallerieregiment
  - 12. US-Luftkampfgruppe
  - 23. US-Artilleriegruppe
  - 54. US-Artilleriegruppe
  - 1st Australian Task Force
  - Royal Thai Army Volunteer Force
- XXIV. US-Korps
  - 1st Cavalry Division
  - 23. US-Infanteriedivision (Americal Division)
  - 101. US-Luftlandedivision (101. Airborne Division)
  - 1. Brigade, 5. US-Infanteriedivision
  - 3. Brigade, 82. US-Luftlandedivision
  - 173. US-Luftlandebrigade (173rd Airborne Brigade)
  - 196. leichte US-Infanteriebrigade
  - 108. US-Artilleriegruppe
- Task Force Clearwater (US Navy)
- 5th, später auch 3rd, 6th und 8th Special Forces Group
- Military Assistance Command, Vietnam – Studies and Observation Group (MACV-SOG)